# Station Kaniów
Station Kaniów is een spoorwegstation in de Poolse plaats Kaniów.